# Sveučilište u Cambridgeu
Sveučilište u Cambridgeu (engl. University of Cambridge, poznato i kao Cambridge) sveučilište je u gradu Cambridgeu, u istočnoj Engleskoj. To je drugo najstarije anglofonsko sveučilište na svijetu koji radi neprekidno od osnivanja (prvo je Sveučilište Oxford). Njegovo ime nekada se označava s: Cantab., što potječe od latinskog imena grada Cambridgea: Cantabrigia, Cantabrigiensis.
Moto sveučlišta je: "Hinc lucem et pocula sacra", što na latinskom znači: "Odavde svjetlost i dragocjeno znanje".
Sveučlište je osnovala grupa učenih ljudi koji su 1209. godine otišli iz Oxforda poslije sukoba s tamošnjim stanovništvom. Sveučilišta u Oxfordu i Cambridgeu s vremenom su postala značajan dio britanske kulture i povijesti. Stoljećima se među njima razvijao rivalitet.
Sveučilište Cambridge u različitim se analizama neprestano svrstava među pet najboljih sveučilišta na svijetu i ocijenjuje se kao najbolje europsko sveučilište. S ovog sveučilišta potječe 87 dobitnika Nobelove nagrade (do 2010.), što je više nego s bilo kojeg drugog sveučilišta u svijetu. Među dobitnicima su: Joseph John Thomson, Ernest Rutherford, Niels Bohr, Hans Krebs i dr.
Godine 2008., Sveučilište je imalo 8614 nastavnog osoblja i 18 396 studenata (12 018 na osnovnim studijima i 6378 poslijediplomaca).